# Stowarzyszenie Inżynierów i Techników Górnictwa
Stowarzyszenie Inżynierów i Techników Górnictwa (SITG) jest organizacją naukowo-techniczną zrzeszająca inżynierów i techników górnictwa, geologii oraz specjalności związanych i współdziałających z górnictwem. Za datę powstania stowarzyszenia uznaje się rok 1892.
Stowarzyszenie należy do Federacji Stowarzyszeń Naukowo Technicznych NOT oraz Europejskiej Federacji Stowarzyszeń Górników i Hutników (FEMS).
W 1992, w swoje stulecie stowarzyszenie posiadało 34 tys. członków i 280 kół.  W 2003 liczyło 14 tys. członków zrzeszonych w 19 oddziałach i 177 kołach.
W  1996  zawarto trójporozumienie pomiędzy SITG a Porozumieniem Związków Zawodowych "Kadra" i Górniczą Izbą Przemysłowo-Handlową. Celem tej współpracy jest wspólne działanie w zakresie opiniowania i rozwiązywania ważnych problemów dotyczących górnictwa w Polsce.

## Statut
W 1995 na XXI zjeździe uchwalono obecnie obowiązujący statut stowarzyszenia, którego celami są:
1. Integrowanie środowiska inżynierów i techników.
2. Kształtowanie opinii i ocen dotyczących górnictwa w Polsce.
3. Inspirowanie przedsięwzięć techniczno-organizacyjnych na rzecz gospodarki narodowej i ochrony środowiska naturalnego.
4. Ochrona godności zawodu i reprezentowanie interesów członków SITG.
5. Krzewienie oświaty i kultury technicznej oraz upowszechnianie doświadczeń w dziedzinie nauki i techniki.
6. Doskonalenie systemu kształcenia kadr technicznych dla górnictwa i geologii, podnoszenie kwalifikacji zawodowych kadry technicznej oraz popularyzowanie twórców nowej techniki.
7. Kształtowanie etyki zawodowej inżynierów i techników.
8. Kultywowanie tradycji górniczych i ochrona zabytków techniki.
9. Budowanie i zacieśnianie związków koleżeńskich, organizowanie życia kulturalnego i towarzyskiego członków SITG i ich rodzin.

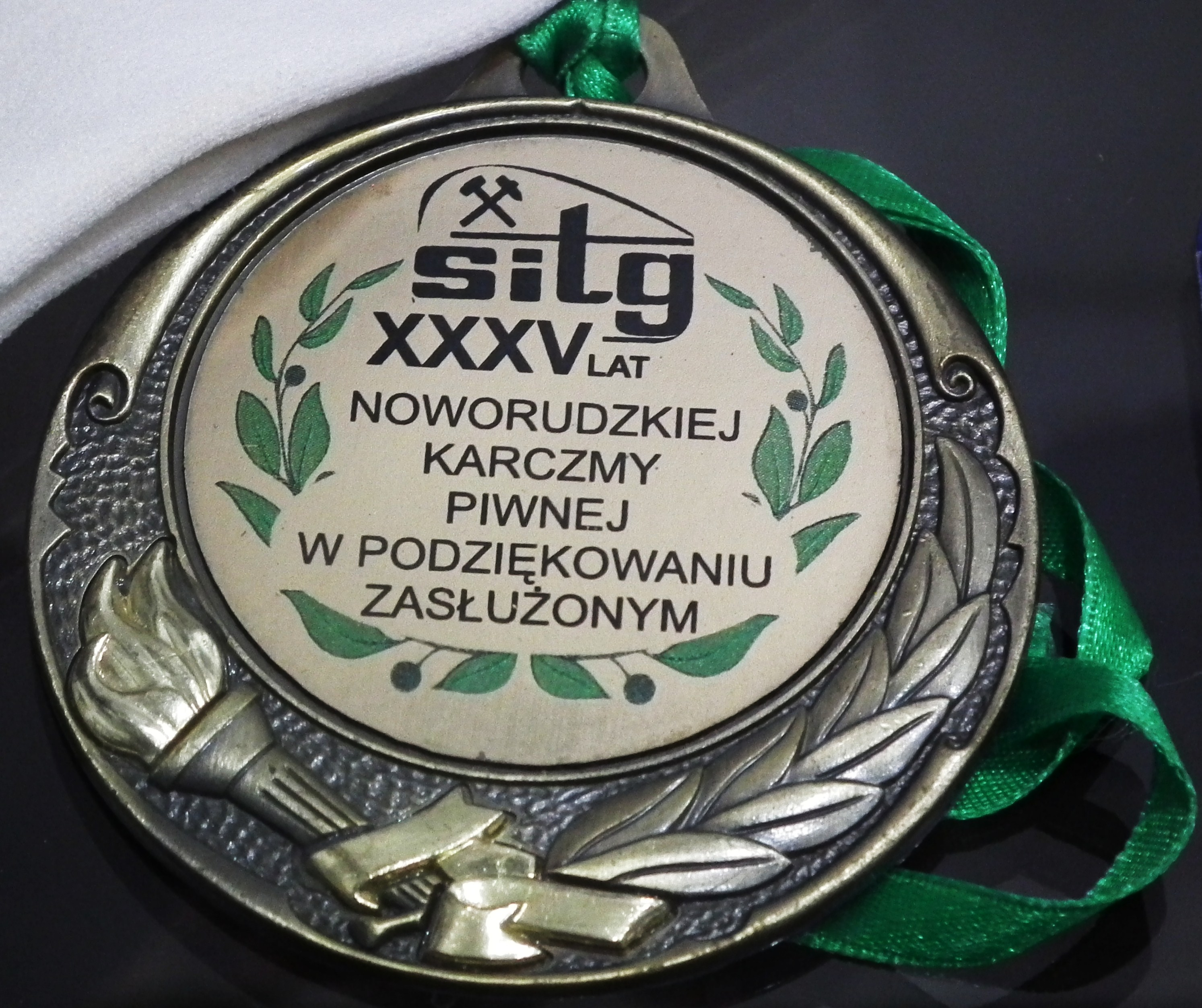
Medal okolicznościowy Karczmy Piwnej z Nowej Rudy wydany przez SITG

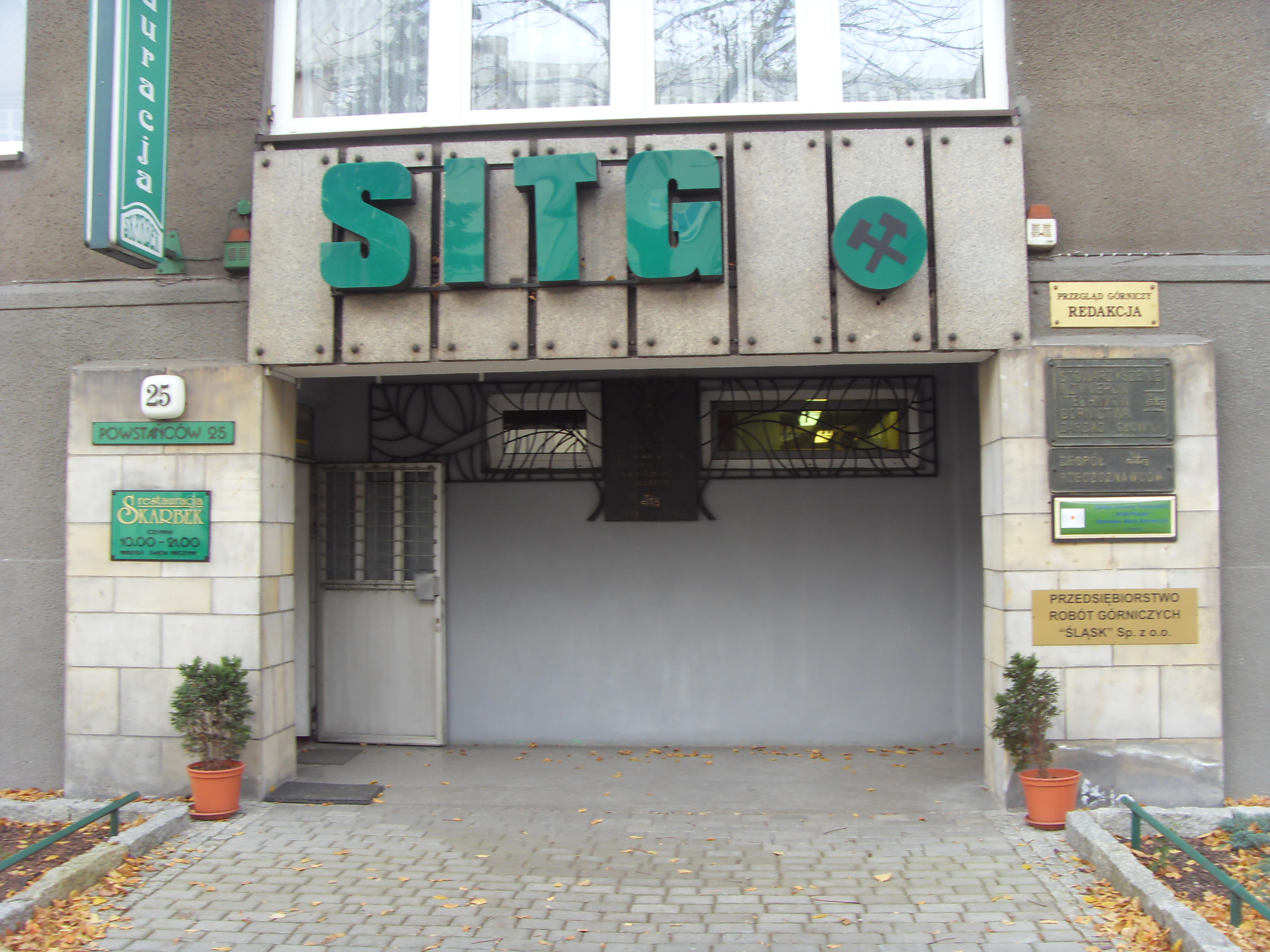
Siedziba zarządu głównego SITG w Katowicach